# نیتن فیلیپس
ناتان فیلیپس (انگلیسی: Nathan Phillips؛ زادهٔ ۱۶ ژانویهٔ ۱۹۸۰) هنرپیشه اهل استرالیا است. وی از سال ۱۹۹۹ میلادی تاکنون مشغول فعالیت بوده‌است.
از فیلم‌ها یا برنامه‌های تلویزیونی که وی در آن نقش داشته است، می‌توان به سَدِل کلاب، خاطرات چرنوبیل، مارها در یک هواپیما، برکه گرگ، پیمایشگر، شخص، یک روز عالی و غرب اشاره کرد.